# Schloss Oberbrunn

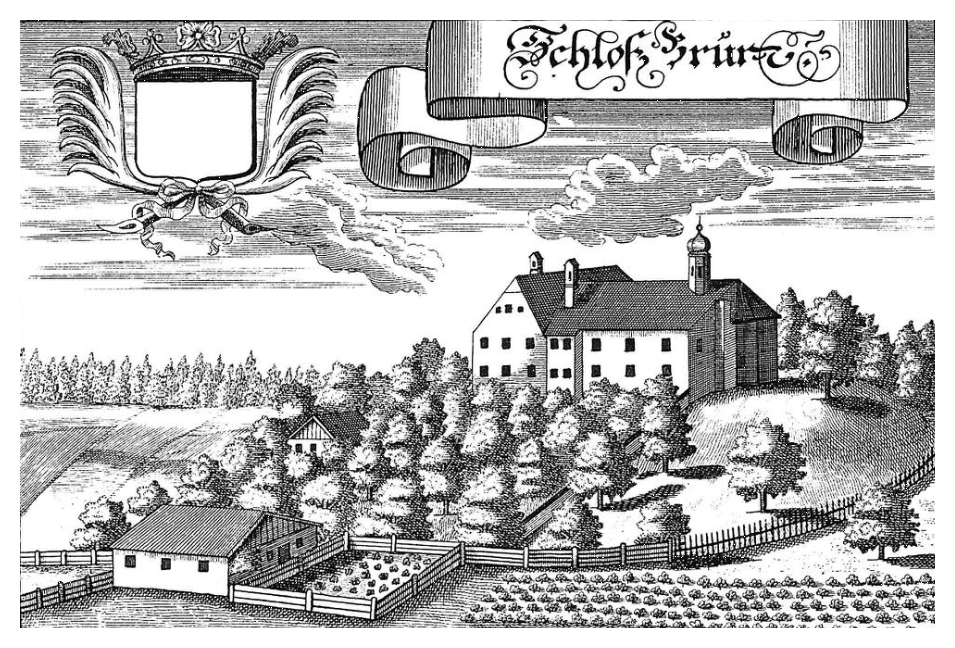
Schloss Oberbrunn nach einem Stich von Michael Wening (1726)

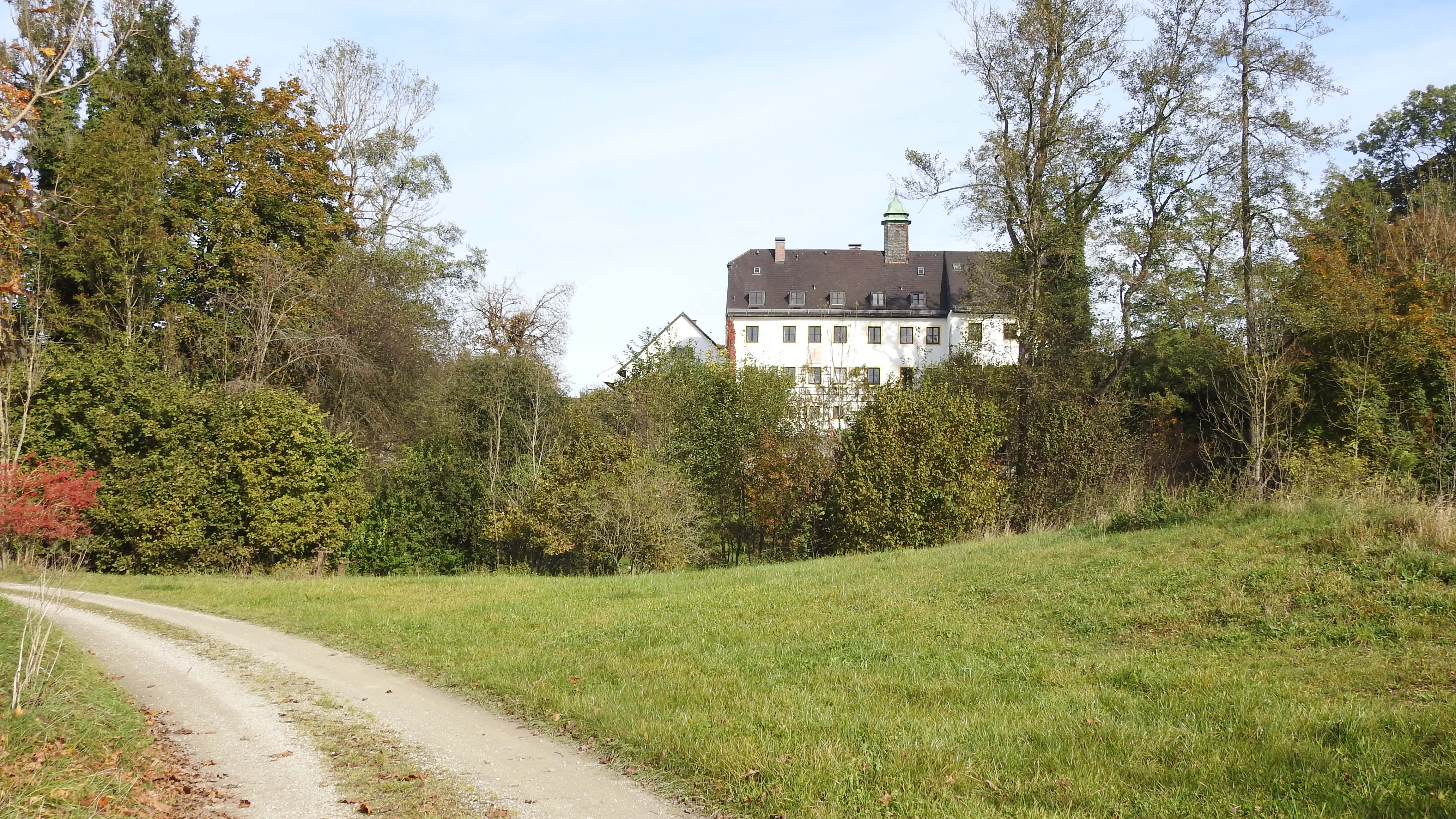
Schloss Oberbrunn (2020)

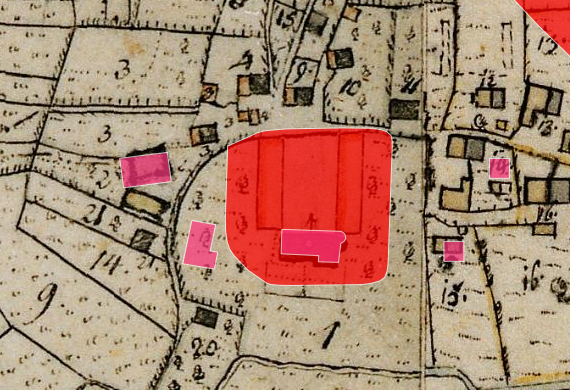
Lageplan von Schloss Oberbrunn auf dem Urkataster von Bayern

Schloss Oberbrunn ist ein früheres Hofmarksschloss in der Ortschaft Oberbrunn zwischen Seeon und Pittenhart im Chiemgau. Die Anlage ist unter der Aktennummer D-1-89-137-35 als denkmalgeschütztes Baudenkmal von Oberbrunn verzeichnet. Ebenso wird sie als Bodendenkmal unter der Aktennummer D-1-8040-0251 im Bayernatlas als „untertägige spätmittelalterliche und frühneuzeitliche Befunde im Bereich von Schloss Oberbrunn und seiner Vorgängerbauten“ geführt.

## Geschichte
Die erste Erwähnung von Oberbrunn als „Brunn“ findet sich für das Jahr 924 im Salzburger Urkundenbuch. Hans I. Sunthaimer ließ in den Jahren 1530 bis 1535 das heutige Schlossgebäude errichten. Am 27. April 1531 erhielt er das Hofmarksrecht für den Sitz Oberbrunn. Sein Sohn, Hanns II. Sunthaimer, verkaufte 1570 die Hofmark an Hanns Egidius Sonderndorffer zu Polling. Auf dem Erbweg gelangte Oberbrunn 1607 an die Armannsperger, die es bis 1753 in ihrem Besitz hatten. Dann erwarb es Joseph Ignaz Krez aus München, kurfürstlicher Hofkammerrat und Hofzahlmeister. 1760 kaufte Franz Seraph Basselet de La Rosèe die Hofmark. 1851 erwarb die Familie von Belli di Pino aus München den Besitz. 1891 wurde der größte Teil der Waldungen an die Müllerin von Roitham verkauft, die sie abholzen ließ. Das Schloss kaufte der Kunstmaler Carl Friedrich Steinheil. Nach Renovierung verkaufte er es acht Jahre später an Theodor von Cramer-Klett auf Hohenaschau. Cramer-Klett überließ ab 1905 die Räume der Mädchenerziehungsanstalt Schloss Oberbrunn, die hier eine Schule errichtete. Nach deren Schließung 1919 kam das Schloss 1922 an den Großkaufmann Paul Naber aus Rheydt im Rheinland. 1936 veräußerte seine Witwe das Schloss an den Konsul Merkle aus Nürnberg. Auch er behielt es nur wenige Jahre und verpachtete die Räume an die Arbeiterwohlfahrt, die es 1954 käuflich erwarb. Die zugehörigen Moorflächen wurden parzelliert vergeben. Im Zweiten Weltkrieg wurde das Obergeschoss bereits als Herberge für Evakuierte genutzt. Die Arbeiterwohlfahrt baute das Schloss bei Erhaltung der Außenfassade innen um und fügte 1967/68 einen Neubau zur Unterbringung der Erholungssuchenden an. 1985 erwarb die Karl Rubenberger KG, Erding das Schloss. Nachfolgend diente und dient es als Meditations- und Bildungszentrum verschiedener spiritistischer Gemeinschaften.

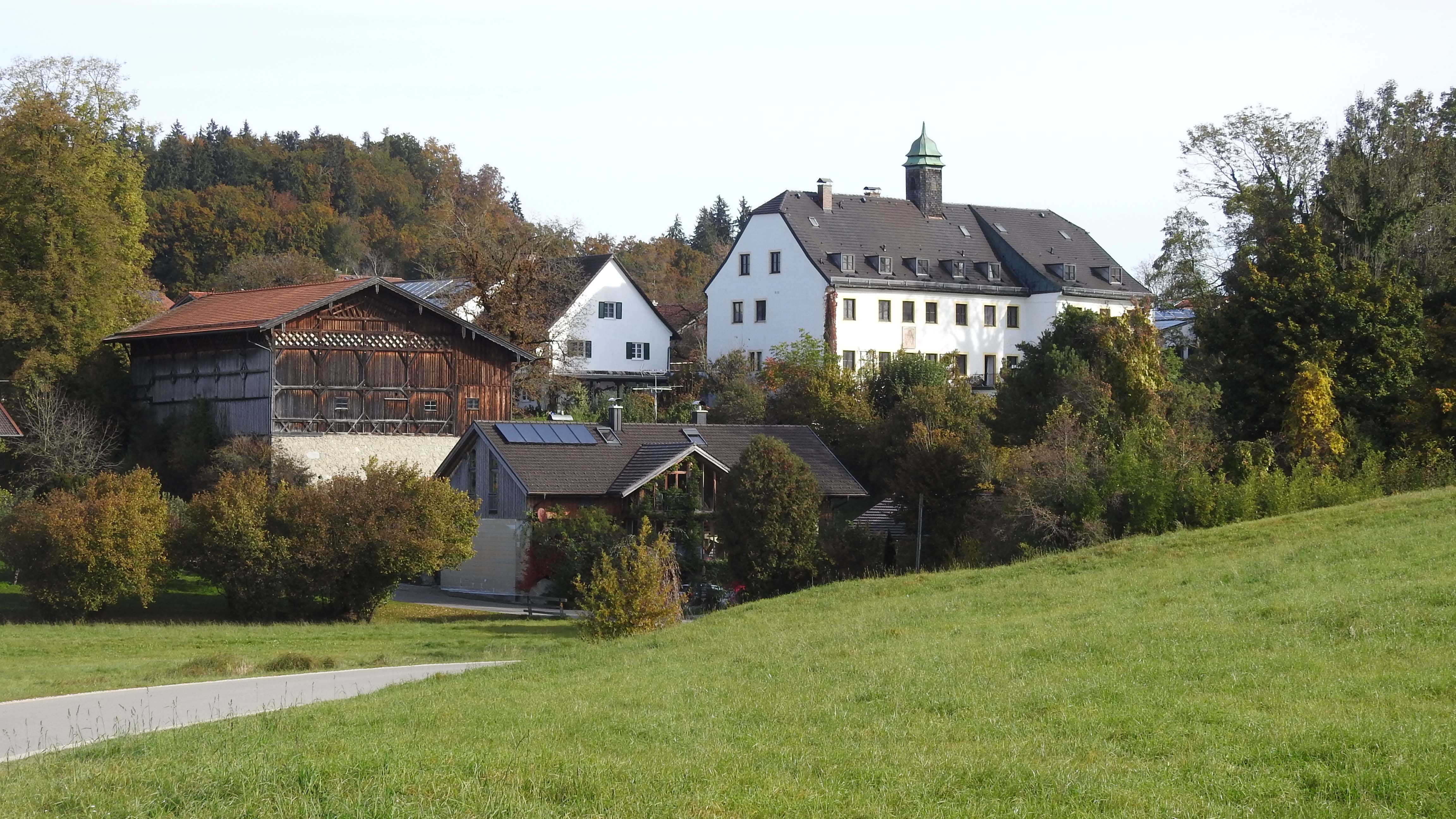
Oberbrunn mit Schloss von Südwesten

## Baubeschreibung
Schloss und Schlosskapelle, hoher Baukörper mit Schopfwalmdach und östlich vorspringender Apsis, erste Hälfte 18. Jahrhundert, mit älterem Kern.